# Castello (Cagliari)
Il muro di cinta sale su con un'ampia curvatura, spagnolo, splendido e vertiginoso.»
(David Herbert Lawrence, Mare e Sardegna, 1921)
Castello (Castéddu 'e Súsu in sardo, Castello di Sopra) è il principale dei quattro quartieri storici della città di Cagliari. Sorge in posizione preminente, su un colle calcareo, a circa cento metri sul livello del mare. Popolarmente il quartiere è indicato senza l'articolo.
I Pisani fondarono questo quartiere nel XIII secolo, lo fortificarono, dotandolo di mura, torri e bastioni e vi trasferirono le sedi del potere civile, militare e religioso dalla capitale giudicale di Santa Igia, che avevano precedentemente distrutto, decretando la fine dello stesso giudicato di Càlari. Da allora, sotto ogni dominazione, da quella pisana (1215 - 1326), a quella aragonese-spagnola (1326 - 1708), austriaca (1708 - 1717), ancora spagnola (1717 - 1720) e infine sabauda (1720 - 1861), fino al secondo dopoguerra, il Castello ha ospitato i palazzi del potere e le residenze nobiliari, tanto da identificarsi con la città, che non a caso in sardo si chiama Casteddu.
Al quartiere ancora oggi si accede attraverso le antiche porte medievali, aperte nelle mura che ancora cingono gran parte del perimetro del Castello, isolandolo dal resto della città.
Il Castello ospita attualmente importanti istituzioni, quali la Prefettura e l'aula consiliare della Città metropolitana di Cagliari nei locali del palazzo Reale, ubicato nella piazza Palazzo.
La parrocchia del Castello è intitolata a santa Maria e cointitolata a Santa Cecilia e ha la sua sede nella chiesa cattedrale, la chiesa principale dell'arcidiocesi di Cagliari, anch'essa nella piazza Palazzo.
Anche l'Università degli Studi di Cagliari ha in Castello la sua sede principale, nel palazzo settecentesco che ospita gli uffici del Rettorato.

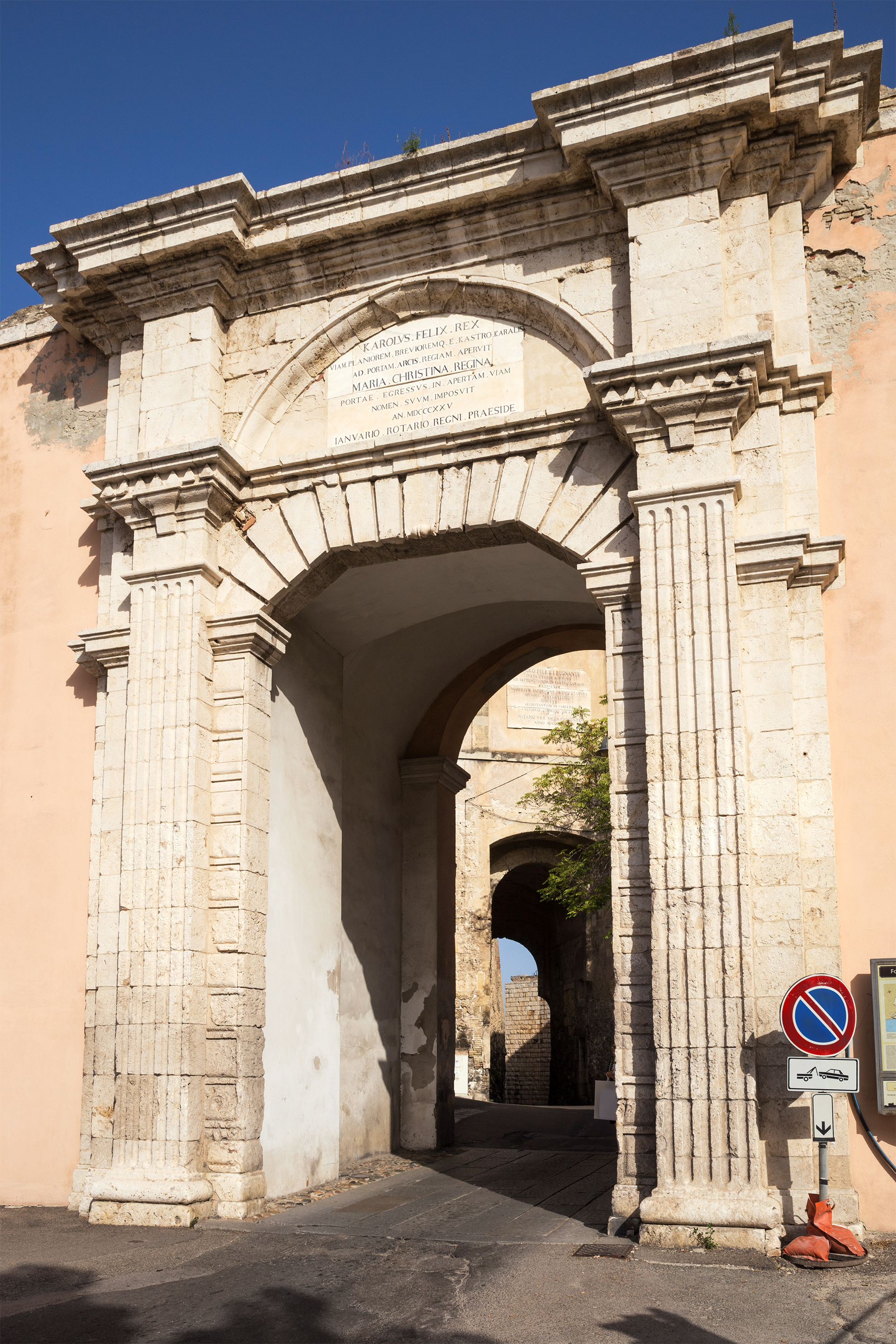
Porta Cristina

## Storia

### Fondazione e dominio pisano

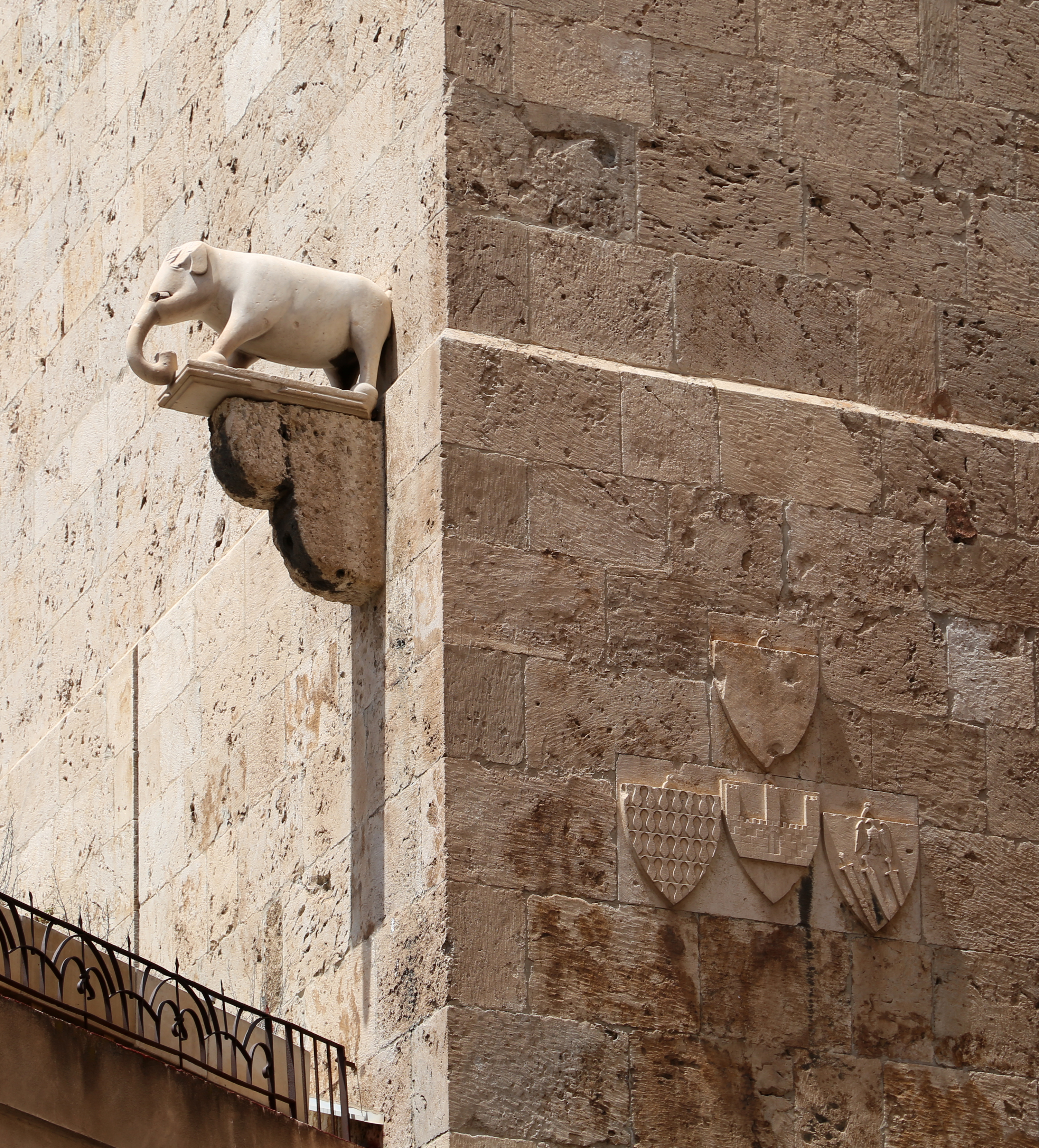
Particolare della torre dell'Elefante, edificata durante il periodo della dominazione pisana.

- 1215: Benedetta, giudicessa di Cagliari, in seguito alle invasioni nei suoi territori degli eserciti di Ubaldo e Lamberto Visconti di Eldizio, rispettivamente potestà di Pisa e giudice di Gallura, è costretta a cedere ai Pisani il colle su cui fonderanno il Castellum Castri de Kallari (Castel di Castro), l'odierno Castello, oltre che a sposare Lamberto.
- 1254: risale a questo anno la prima menzione dell'esistenza della chiesa di santa Maria nel Castel di Castro, colonia pisana fortificata nel Giudicato di Cagliari, non lontana dalla capitale Santa Igia.
- 1256: il giudice di Cagliari, Chiano, e il comune di Genova stipulano un'alleanza; i Pisani, temendo di perdere la supremazia sul territorio del Giudicato di Cagliari, si decidono ad attaccare Santa Igia, uccidendo Chiano.
- 1258: Santa Igia cede all'assedio pisano, viene distrutta e abbandonata; finisce la storia del Giudicato di Cagliari, che di fatto diventa dominio di Pisa. Il Castel di Castro diventa la sede del potere pisano a Cagliari, amministrato direttamente da Pisa tramite un Capitano e dotato di un proprio statuto, il Breve Castelli Castri Callari; ai suoi piedi iniziano a svilupparsi nuovi quartieri per i popolani. La chiesa di santa Maria viene elevata al rango di Cattedrale, in seguito alla distruzione della vecchia Cattedrale in Santa Igia.

### Regno di Sardegna e Corsica
- 1297: Papa Bonifacio VIII crea il Regno di Sardegna e Corsica, ponendo così termine, almeno sulla carta, al dominio pisano in Sardegna a favore degli Aragonesi.
- 1305: giungono a compimento i lavori delle fortificazioni pisane nel Castello; in quest'anno l'architetto Giovanni Capula termina la torre di San Pancrazio, due anni dopo, nel 1307, completa la torre dell'Elefante.
- 1312: nella Cattedrale di Santa Maria viene collocato il Pergamo di Guglielmo, giunto da Pisa, dove funse da pulpito del Duomo prima della sostituzione con quello opera di Giovanni Pisano.

#### Dominio aragonese

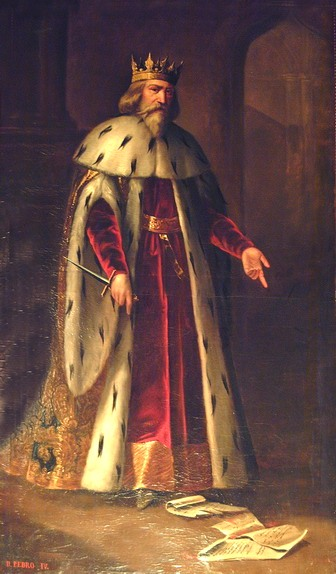
Pietro IV d'Aragona, il sovrano che convocò i primi Stamenti del Regno di Sardegna

- 1326: il Castello, assediato dall'esercito del re d'Aragona che ha già conquistato l'entroterra e controlla il mare, si arrende e i Pisani sono costretti a lasciarlo: diversi di loro si trasferiranno nel quartiere della Marina, in cui ancor oggi esiste via dei Pisani. Intorno a tale anno gli Aragonesi, insediatisi in Castello, edificano nella Cattedrale la Cappella della Sacra Spina, uno dei primi esempi di arte in stile gotico catalano in Sardegna.

- 1355: Pietro IV d'Aragona convoca il primo parlamento del Regno di Sardegna e Corsica nella capitale, Cagliari.
- 1409: muore a Cagliari Martino I di Sicilia, a un mese di distanza dalla sconfitta inflitta dal suo esercito al Giudicato di Arborea, nella battaglia di Sanluri.
- 1418: viene istituita la carica di viceré per il Regno di Sardegna; la sede viceregia è ubicata nel Castello di Cagliari.
- 1461: dal 7 settembre di quest'anno, viene consentito anche ai Cagliaritani di aprire botteghe e risiedere a Castello.
- 1469: comincia il processo di unificazione della Spagna sotto un'unica Corona col matrimonio tra Ferdinando II d'Aragona e Isabella di Castiglia, i Re Cattolici.
- 1492: decreto di espulsione dai possedimenti dei Re Cattolici di musulmani e ebrei che rifiutano la conversione al cattolicesimo; la sinagoga del quartiere ebraico nel Castello di Cagliari viene convertita in chiesa e dedicata alla Santa Croce.

#### Dominio spagnolo

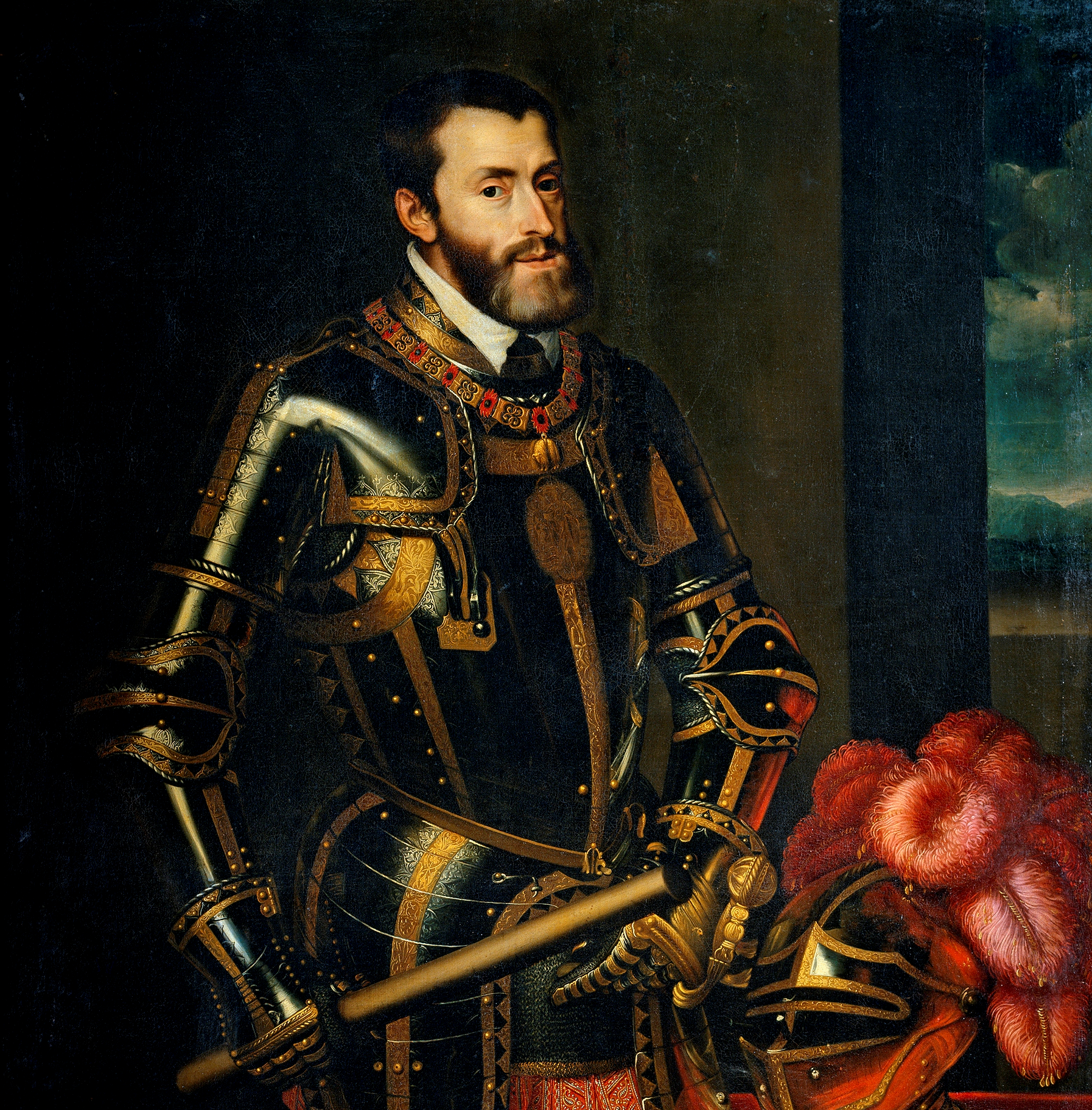
Carlo V, primo sovrano della Spagna riunita. Visitò Cagliari nel 1535

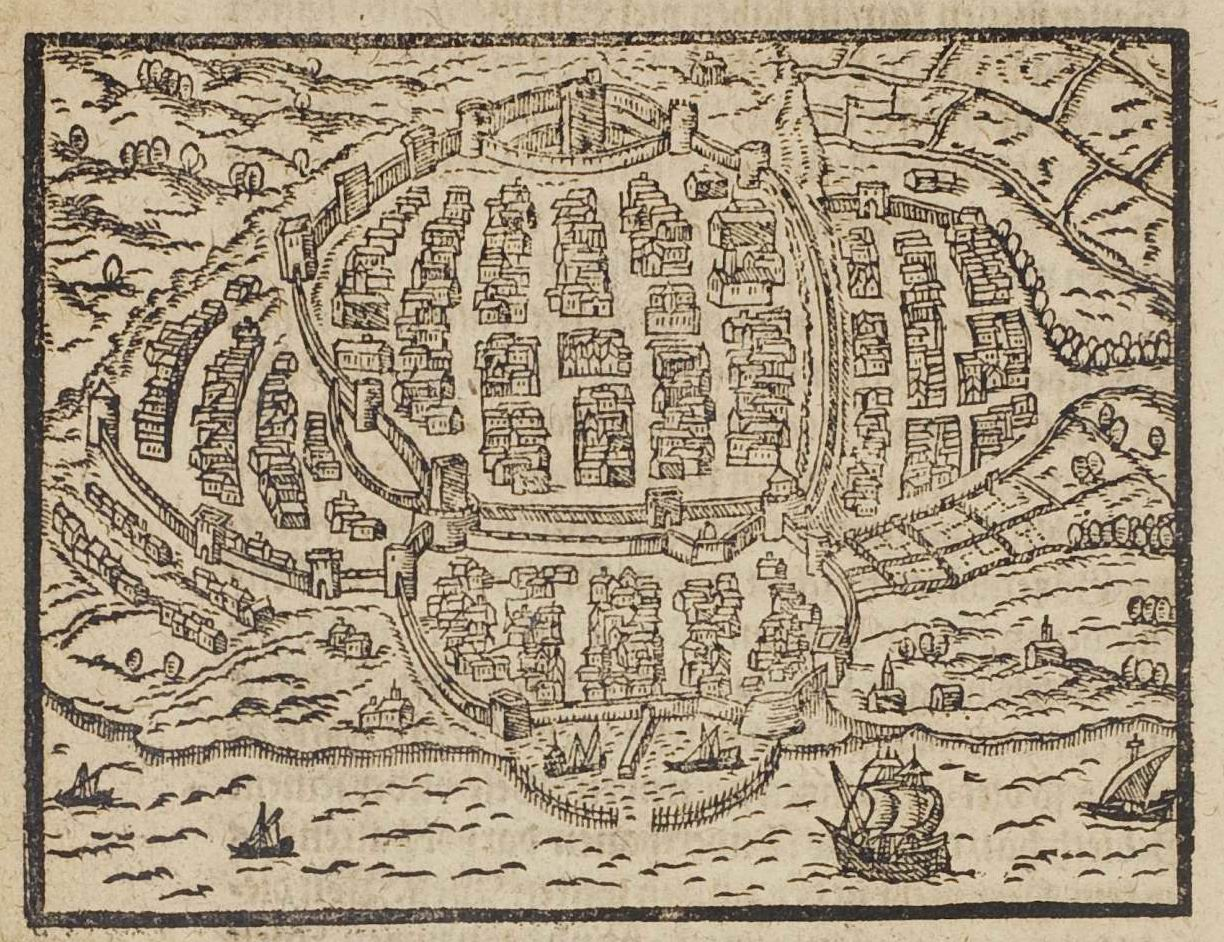
Veduta di Cagliari seicentesca, Castello al centro in alto

- 1516: sale al trono Carlo I, re di Spagna e futuro imperatore Carlo V.
- 1535: Carlo V visita Cagliari alla vigilia della spedizione a Tunisi contro i corsari barbareschi.
- 1556: ad opera del canonico della Cattedrale di Cagliari Nicolò Canelles, viene introdotta in Sardegna l'arte della tipografia, in un locale appositamente attrezzato di un palazzo in Castello.
- 1565: per volontà dell'arcivescovo Antonio Parragues, si inaugura il collegio dei Gesuiti presso la chiesa di Santa Croce in Castello. Si tratta del primo istituto aperto a Cagliari dalla Compagnia di Gesù.
- 1574: inizia la disputa tra gli arcivescovi di Cagliari e Sassari per il conteso titolo di Primate di Sardegna e Corsica.
- 1618: per volere dell'arcivescovo di Cagliari Francisco de Esquivel viene scavato sotto il presbiterio della cattedrale di Santa Maria il Santuario dei Martiri, per custodirvi il frutto della ricerca e invenzione dei corpi santi, ovvero una grande quantità di reliquie di martiri o presunti tali, ritrovate in diverse aree della diocesi. La ricerca dei cosiddetti corpi santi, intensificatasi dal 1614, venne incoraggiata dai vescovi di Cagliari e Sassari nei territori delle loro diocesi, per stabilire quale delle due fosse la più prestigiosa, a seconda del numero di corpi santi recuperati. In seguito ai lavori per la costruzione del Santuario, il presbiterio del Duomo viene rialzato di circa un metro e mezzo.
- 1620: fondazione dell'Università degli Studi di Cagliari ad opera del sovrano Filippo III di Spagna.
- 1655: la peste si diffonde a Cagliari. Tra le prime vittime c'è l'arcivescovo Bernardo de La Cabra, per il quale, nello stesso anno, viene eretto in Duomo un mausoleo in stile barocco.
- 1708: in seguito alle vicende della guerra di successione spagnola Cagliari, occupata da un esercito anglo-olandese, passa in mano austriaca. Finisce temporaneamente il periodo della dominazione spagnola in Sardegna.
- 1717 la spedizione spagnola in Sardegna, caldeggiata dal cardinale Giulio Alberoni, riconquista Cagliari e la Sardegna alla Spagna.

#### Dominio sabaudo

Stemma di Casa Savoia

- 1720: il trattato dell'Aia impegna Vittorio Amedeo II di Savoia a cedere la Sicilia all'Austria, in cambio della Sardegna. Si insedia a Cagliari il primo viceré sabaudo, il generale Filippo Guglielmo Pallavicino delle Frabose, barone di Saint Rhémy.
- 1725: ampliamento del collegio gesuitico di Santa Croce, su progetto dell'architetto piemontese Antonio Felice de Vincenti.
- 1762: l'architetto Saverio Belgrano di Famolasco progetta il complesso dell'Università di Cagliari, comprendente il palazzo dell'Università, il Seminario tridentino e un teatro, da costruirsi sul bastione del Balice in Castello. Di questo progetto, in seguito modificato, si realizzeranno solo i palazzi dell'Università e del Seminario.
- 1793: una flotta della Francia rivoluzionaria bombarda Cagliari nel tentativo di conquistarla. La spedizione francese ha esito fallimentare ma le bombe provocano danni ad alcuni edifici, tra cui la trecentesca torre dell'Aquila.

## Monumenti e luoghi d'interesse

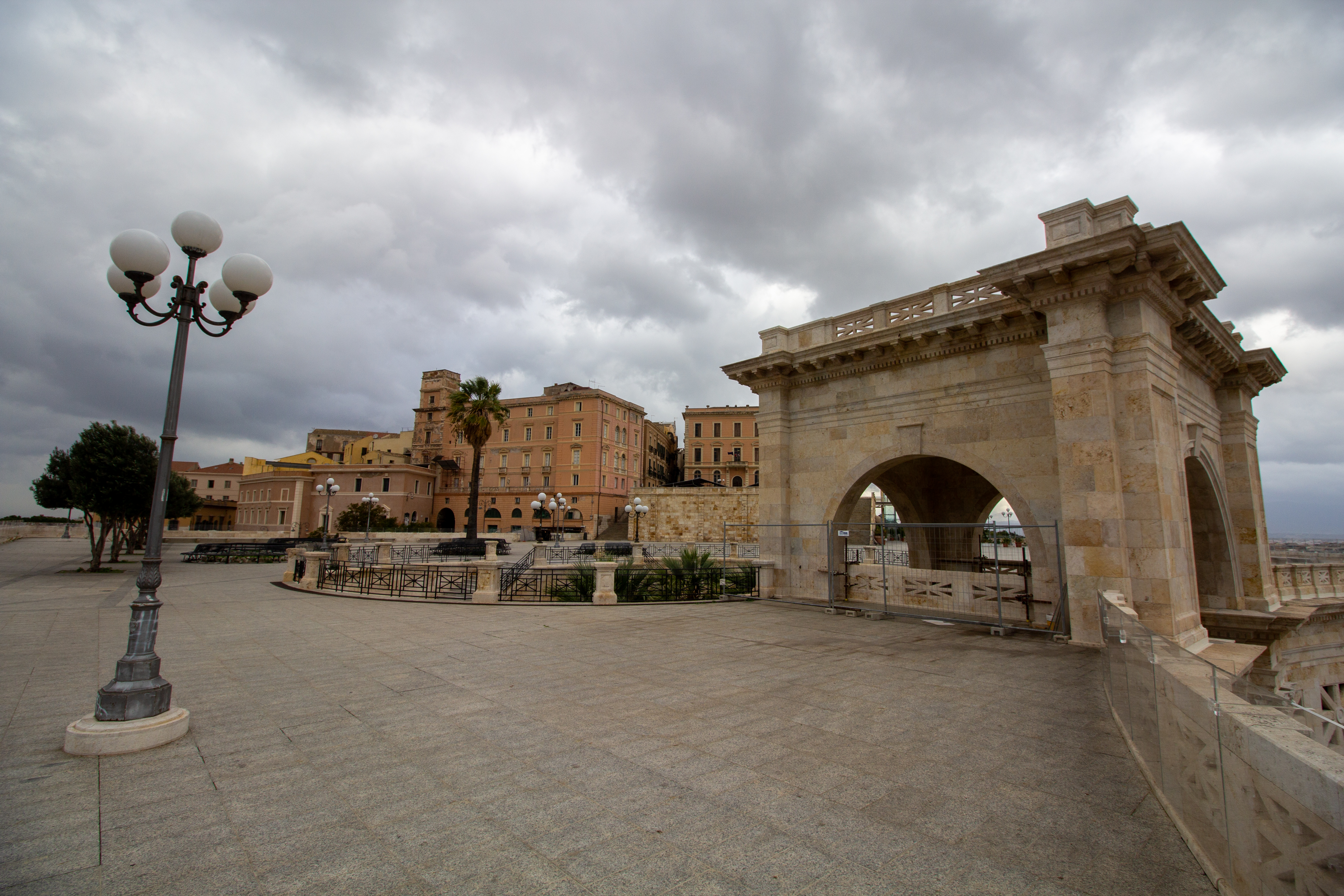
Vista dalle terrazze del bastione

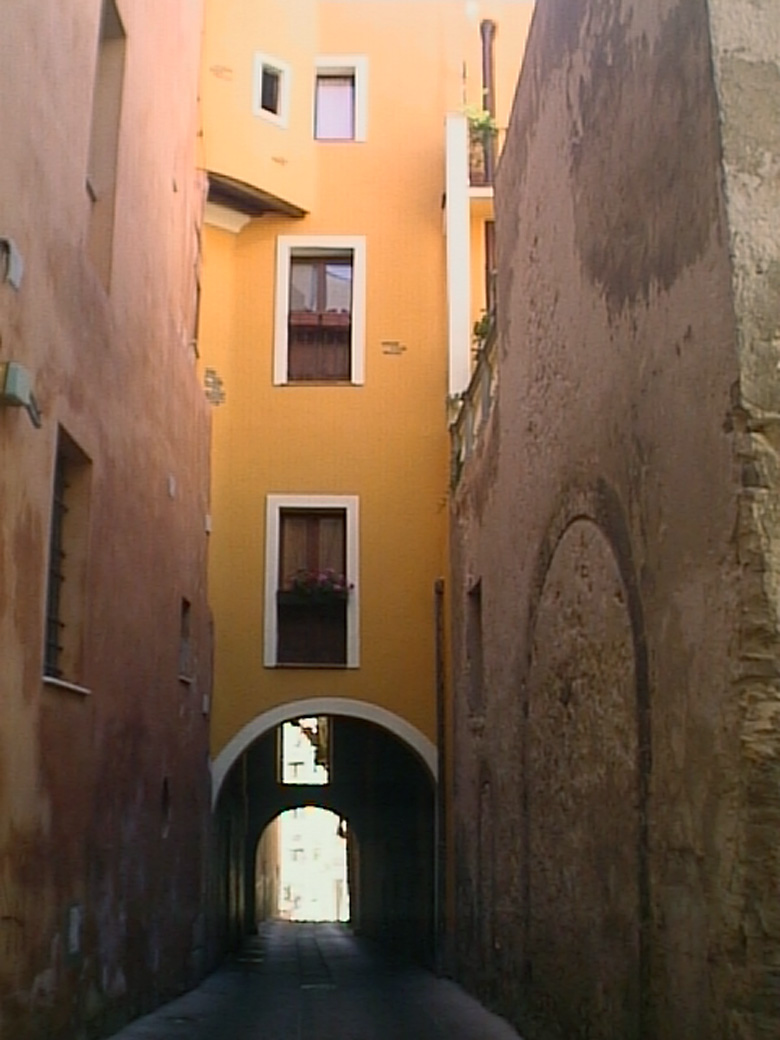
Angolo in via del Fossario

Il quartiere offre numerosi motivi per una visita, numerose sono infatti le testimonianze storiche e artistiche che vi si trovano.
I monumenti più noti, quelli che costituiscono una tappa quasi obbligata per chi visita la città, sono sicuramente e a ragione la cattedrale, le torri pisane e il bastione di Saint Remy.
Tuttavia i luoghi forse più suggestivi di Castello si trovano percorrendo la strette vie, le scalette, le piazzette che si aprono, come terrazze, su bellissimi panorami e affacciandosi negli scuri androni dei palazzi, un tempo sontuose residenze nobiliari e oggi spesso decadenti e bisognosi di restauri, visitando le altre chiese che, a differenza della Cattedrale, dall'esterno neppure si notano, ma custodiscono al loro interno interessanti opere d'arte.

### Architetture religiose

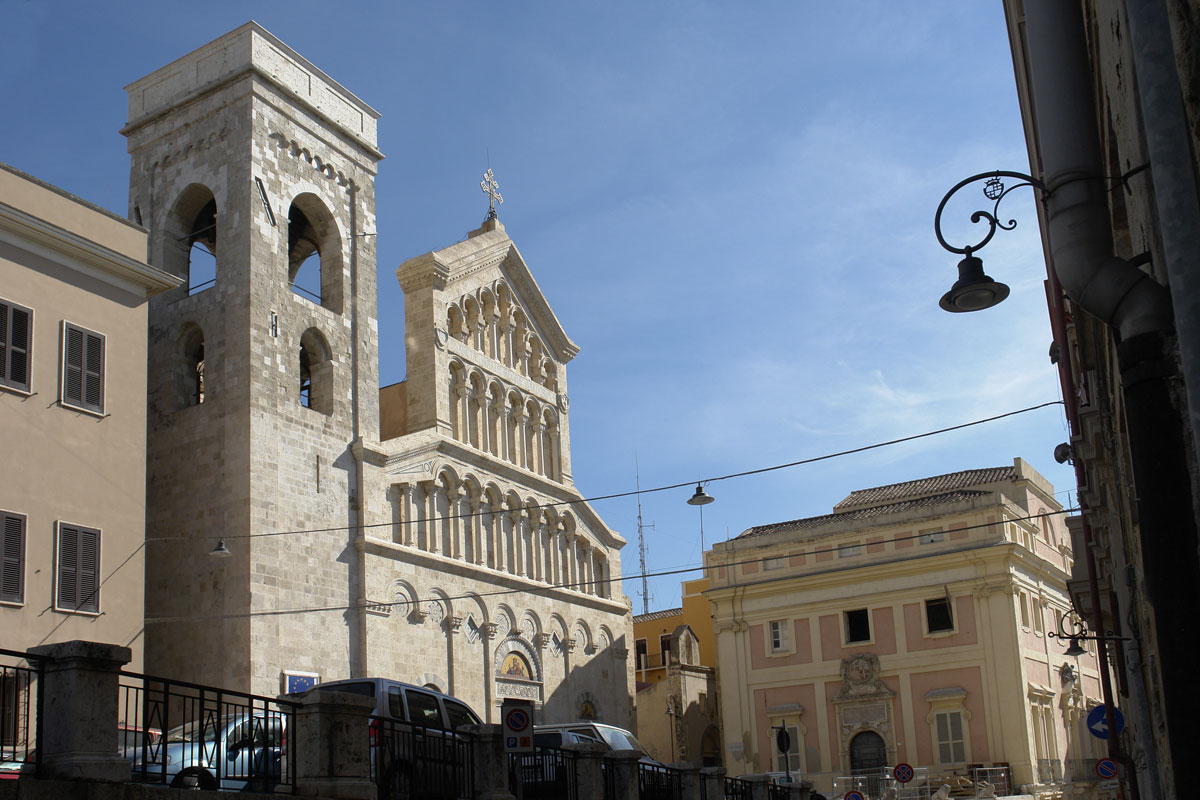
Piazza Palazzo, vista sulla Cattedrale, con la facciata neoromanica e l'imponente campanile duecentesco

#### Chiese
Nel quartiere si contano attualmente sette chiese:
- la chiesa cattedrale, edificata dai pisani nel XIII secolo, la chiesa si presenta oggi carica delle testimonianze storico - artistiche che ogni secolo e ogni dominazione hanno voluto lasciarvi.

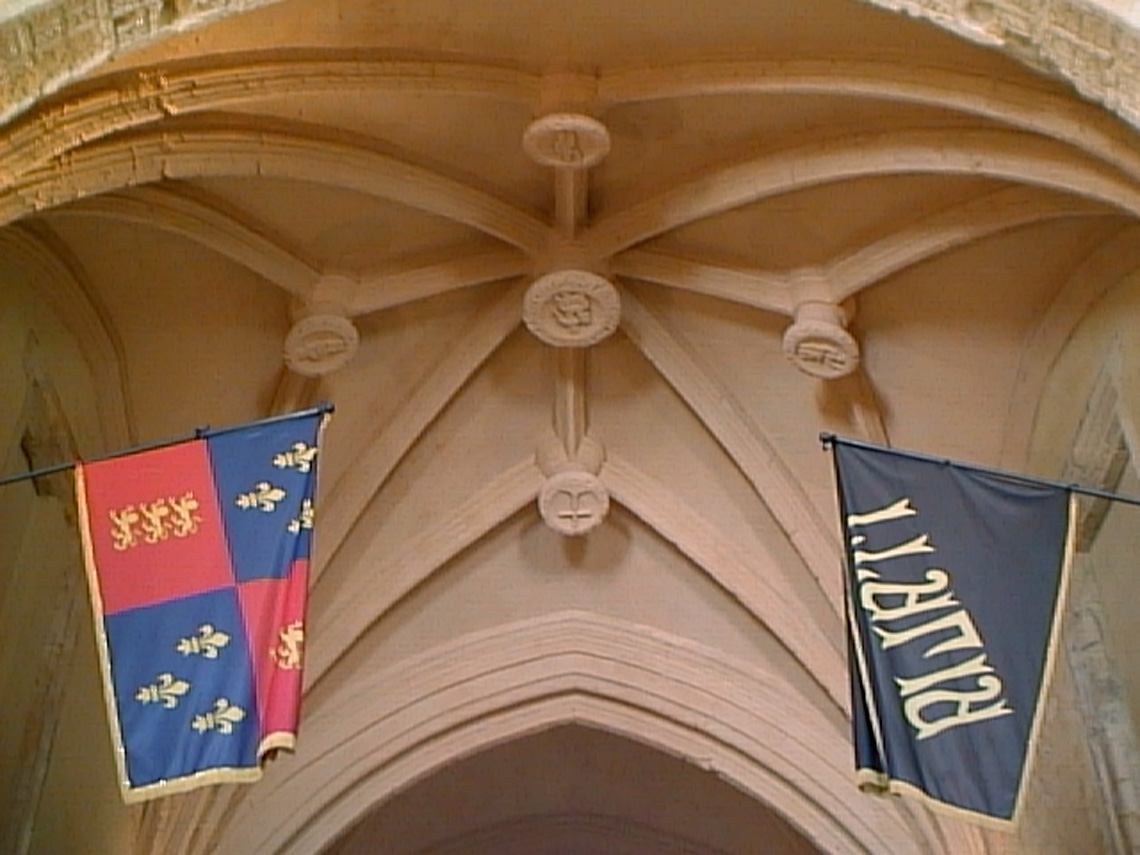
Volta a crociera stellata nella chiesa di Santa Maria del Monte. Elemento architettonico tipico del gotico catalano, questo tipo di volta si trova anche nelle chiese della Purissima e di Santa Lucia

Testimonianze dello stile gotico catalano sono quattro chiese di Castello, edificate nel XVI secolo:
- la chiesa della Purissima;
- la chiesa di Santa Lucia;
- la chiesa della Madonna della Speranza, cappella gentilizia dei marchesi Aymerich di Laconi;
- la chiesa di Santa Maria del Monte, in passato oratorio della più antica confraternita di Cagliari, sciolta nel XIX secolo, è oggi sede del Sovrano Militare Ordine di Malta.

Allo stile barocco fanno invece riferimento:
- la basilica di Santa Croce, dell'Ordine dei Santi Maurizio e Lazzaro;
- la chiesa di San Giuseppe Calasanzio, anticamente chiesa degli scolopi.

Si conserva ancora la memoria della non più esistente chiesa del monastero di Santa Caterina, distrutto alla fine del XIX secolo per fare posto all'attuale omonima scuola elementare. Sotto l'edificio scolastico si dovrebbe ancora trovare la cripta del monastero, dove le monache usavano seppellire le consorelle defunte. Poco lontano, sotto la pavimentazione della terrazza del bastione di Santa Caterina, in seguito a recenti scavi per lavori di manutenzione, sono stati ritrovati degli ambienti, probabilmente riferibili a un edificio chiesastico risalente al XIII secolo.
La panoramica sugli edifici religiosi del Castello di Cagliari non può concludersi senza fare riferimento ai due vasti complessi del Collegio Gesuitico, presso la basilica di Santa Croce, edificio settecentesco in parte utilizzato oggi dalla Facoltà di architettura dell'Università di Cagliari e del collegio degli Scolopi, edificio ottocentesco oggi sede del Liceo artistico statale.

### Architetture civili

#### Palazzi
Il quartiere, essendo stato eletto dalla fondazione a sede ufficiale delle principali autorità e luogo ambito dalle famiglie nobili sarde per edificarvi una loro residenza, offre ancora la possibilità di ammirare gli antichi palazzi in cui si scrissero ampi capitoli della storia di Sardegna.

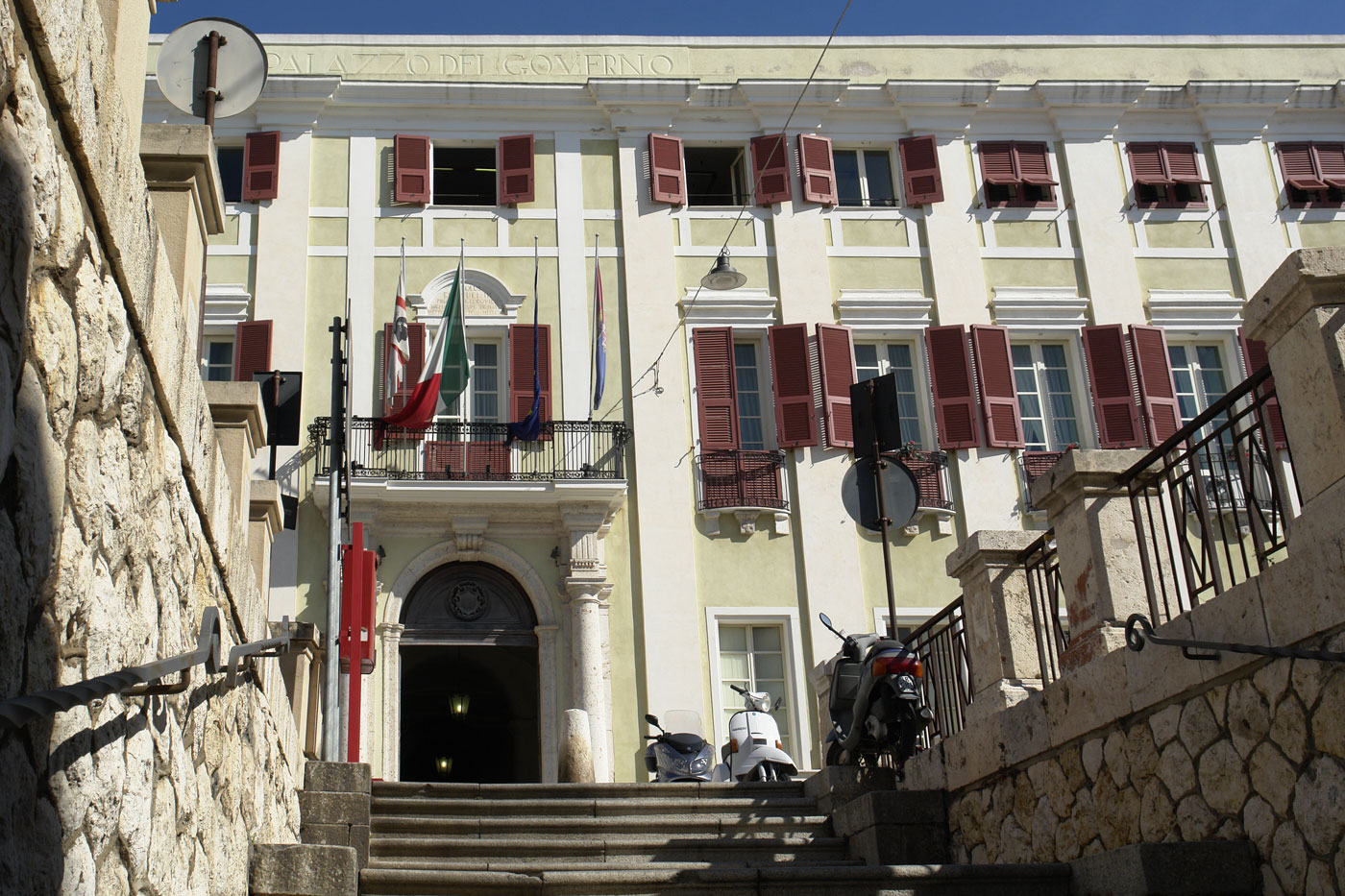
Palazzo Regio

- Palazzo Regio o Viceregio, palazzo del potere per eccellenza, fu sede e dimora del viceré del Regno di Sardegna e, tra il 1799 e il 1814, ospitò la famiglia reale in esilio dal Piemonte, occupato dalle truppe napoleoniche.
- Palazzo di Città, antica sede municipale di Cagliari dal XIII secolo sino alla fine del XIX.
- Palazzo Arcivescovile, sede dell'Arcivescovo nonché dello stamento ecclesiastico dell'antico parlamento sardo, ospitò Carlo Felice di Savoia quando la corte si trasferì in Sardegna, mentre i fratelli re Carlo Emanuele IV (finché stette nell'isola) e re Vittorio Emanuele I con le loro famiglie stavano nel Palazzo Regio.
- Palazzo delle Seziate, edificio adiacente alla torre di San Pancrazio in cui si tenevano le sedute (seziate) durante le quali il viceré ascoltava le richieste dei prigionieri della vicina torre.
- Palazzo dell'Università, vasto complesso settecentesco, vi si trovano gli uffici del rettore dell'università, un'ampia aula magna per le cerimonie ufficiali, la biblioteca universitaria e la Collezione sarda Luigi Piloni.
- Conservatorio delle Figlie della Provvidenza, anticamente collegio per nobili e nel XIX secolo sede di un'istituzione caritatevole per orfane, la sua ampia facciata neoclassica domina il lato est di piazza Indipendenza. Dalla fine del XX secolo è abbandonato.
- Palazzo Boyl, in stile neoclassico, è fra i più bei palazzi nobiliari del Castello e incorpora nella sua struttura il portico delle Grazie e i resti della trecentesca torre dell'Aquila.

### Architetture militari

#### Fortificazioni

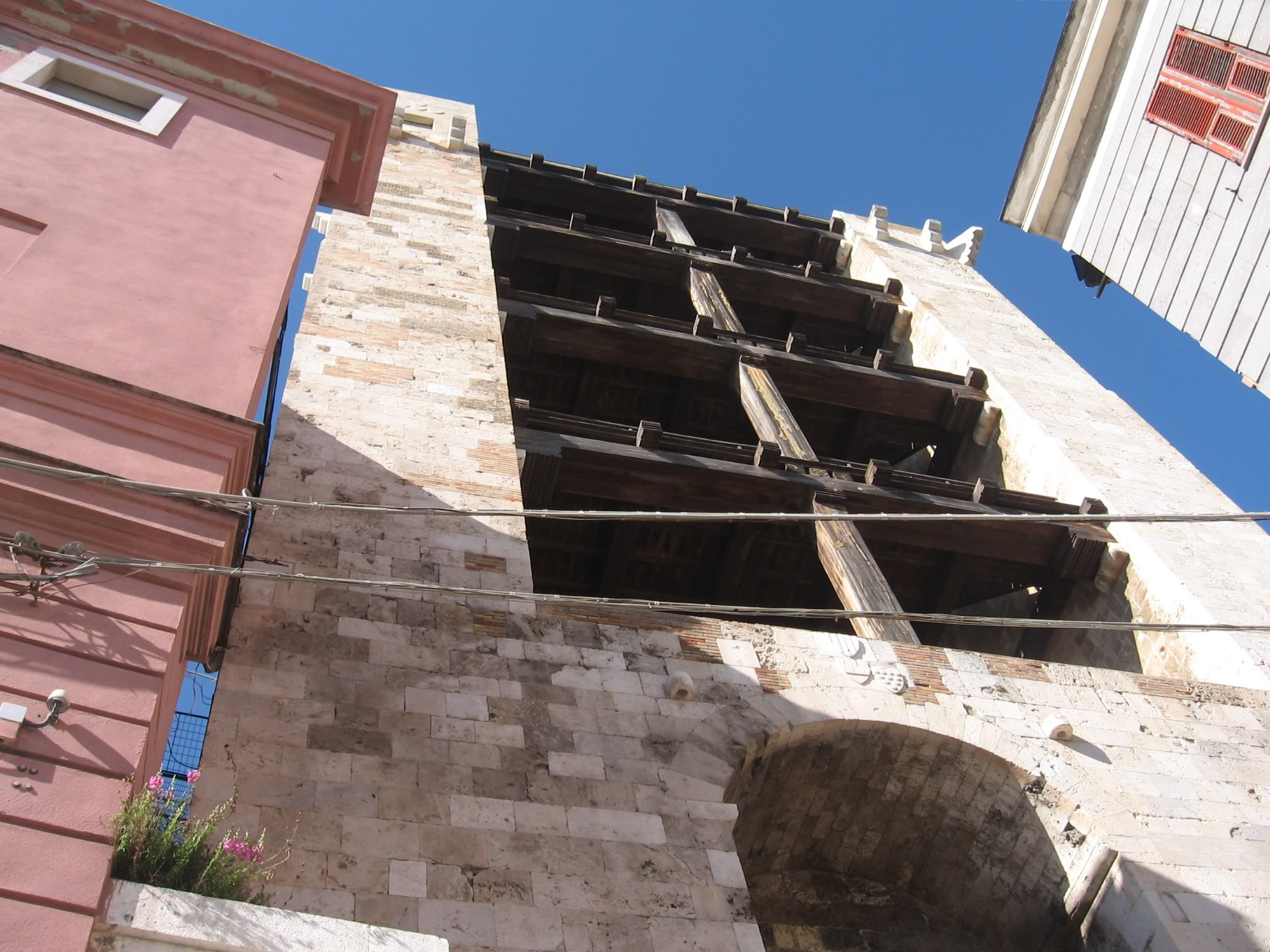
La torre di San Pancrazio

- Torre di San Pancrazio (1305), dell'architetto Giovanni Capula, fa parte del sistema di fortificazioni realizzato dai Pisani; anticamente in questa torre si apriva, superato il fossato attraverso un ponte levatoio, la porta che costituiva l'accesso al quartiere da nord-est. Attualmente funge a tale scopo il portico del palazzo delle Seziate, nella piazza Arsenale.
- Torre dell'Elefante (1307), identica alla torre di San Pancrazio, anch'essa del Capula, vi si apre ancora oggi un portico che costituisce l'accesso a Castello da ovest, quindi da Stampace.
- Torre dell'Aquila, sempre degli inizi del XIV secolo, inglobata oggi nel Palazzo Boyl, costituisce ancora oggi un accesso a Castello da sud, dal quartiere Marina, tramite il portico delle Grazie.
- Bastione di Saint Remy, tramite la sua scalinata monumentale collega direttamente Castello e Villanova; incorpora gli antichi bastioni della zecca e di Santa Caterina.
- ex caserma San Carlo, nota come ghetto di Cagliari.
- Carcere di Buoncammino, casa circondariale della città per tutto il XX secolo, fino alla chiusura datata 2014.

### Musei

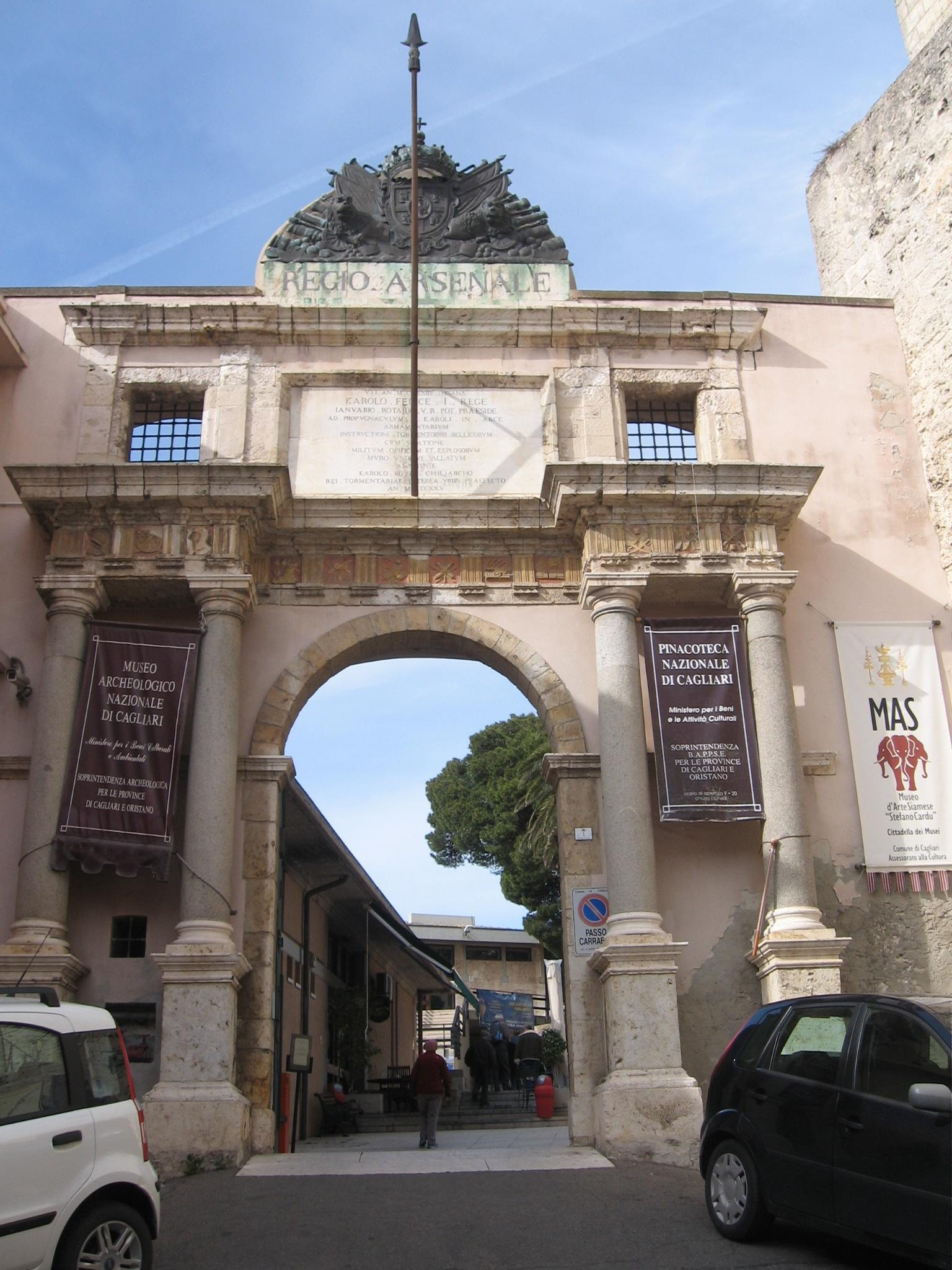
Ingresso alla Cittadella dei musei

La gran parte dei musei di Castello e di Cagliari in generale, è attualmente ospitata nei locali del moderno polo museale noto come Cittadella dei musei Giovanni Lilliu; in questo complesso di edifici, costruito negli anni settanta del XX secolo sull'area che ospitò il Regio Arsenale, si trovano:
- Il Museo archeologico nazionale di Cagliari.
- La Pinacoteca Nazionale.
- Il Raccolta delle cere anatomiche di Clemente Susini.
- Il Museo civico d'arte siamese Stefano Cardu.

Inoltre si organizzano interessanti mostre temporanee e altri eventi culturali. Si accede alla Cittadella attraverso un'imponente porta ottocentesca, affacciata sulla Piazza Arsenale.

Il sistema museale di Castello non si esaurisce nella Cittadella; nei locali ristrutturati di via Fossario, nei pressi della Cattedrale, si trova il Museo del Duomo, che ospita il Tesoro della Cattedrale, mentre il Palazzo dell'Università custodisce la Collezione sarda Luigi Piloni.

### Strade e piazze

#### Le vie

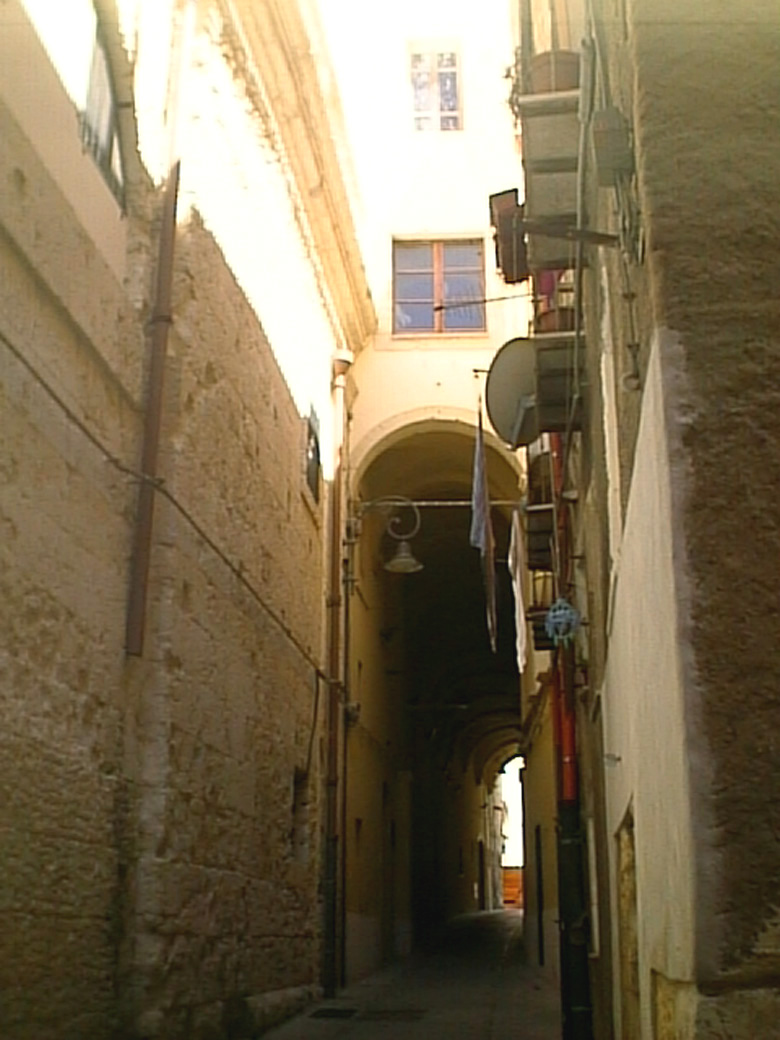
Via Corte d'appello

Il quartiere si sviluppa sul classico schema detto a fuso, caratterizzante diversi quartieri e città di origine medioevale, con la cinta di mura e torri che stringe il nucleo abitato in corrispondenza delle estremità nord e sud. Le due estremità del Castello sono collegate tramite lunghe e strette strade, a loro volta connesse da vicoli e scalette.
Il centro del Castello è percorso interamente dalla via Lamarmora, o La Marmora, intitolata al generale Alberto Ferrero della Marmora, che scende dalla piazza Indipendenza, a nord, passa per la centrale piazza Carlo Alberto e termina nel piccolo slargo di piazzetta Lamarmora, a sud. La via, denominata dai Pisani ruga mercatorum, prima di prendere l'attuale denominazione era conosciuta come via Dritta (nome che mantiene ancora in sardo: sa ruga deretta).
L'antica ruga marinariorum, poi via dei Cavalieri e attualmente via Nicolò Canelles, intitolata al canonico che introdusse la tipografia in Sardegna nel XVI secolo, inizia anch'essa da piazza Indipendenza e termina al bastione di Santa Caterina (in sardo sa ruga de is caballerus nella parte alta e sa ruga de Santa Caterina nella parte bassa), mentre la più corta via Martini, antica ruga fabrorum, segue la linea dei palazzi sul lato est di piazza Indipendenza e conduce alla piazza Palazzo. Dal lato sud di piazza Palazzo partono due viuzze che conducono verso il bastione di Saint Remy, la via Duomo, un tempo conosciuta come via dei Pellicciai o via della Speranza (in sardo sa rugh'e sa Seu, ossia la via della Cattedrale), e la via del Fossario (antica area cimiteriale annessa alla Cattedrale; in sardo su Fossariu) che, superato un buio portico, offre un bel colpo d'occhio su un'ampia veduta panoramica della città.
Altra importante direttrice del quartiere è la via dei Genovesi, accesso diretto al Castello da Stampace tramite la salita di via Porcell, e che termina nella piazzetta Lamarmora. Dalla via dei Genovesi, prima traversa a destra arrivando da via Porcell scende la via Santa Croce, l'antico vicus iudeorum, che costeggiando il bastione Santa Croce, conduce alla torre dell'Elefante (in sardo, ancor oggi sa ruga de is giudìus). L'area del quartiere compresa tra via dei Genovesi e via Santa Croce, nel Medioevo quartiere ebraico, è caratterizzata dalle viuzze più anguste del Castello, una di queste denominata eloquentemente proprio via Stretta. In questa zona si trova anche la suggestiva via Corte d'Appello, ricoperta dalle crociere del portico dell'ex Collegio Gesuitico.

### Le piazze

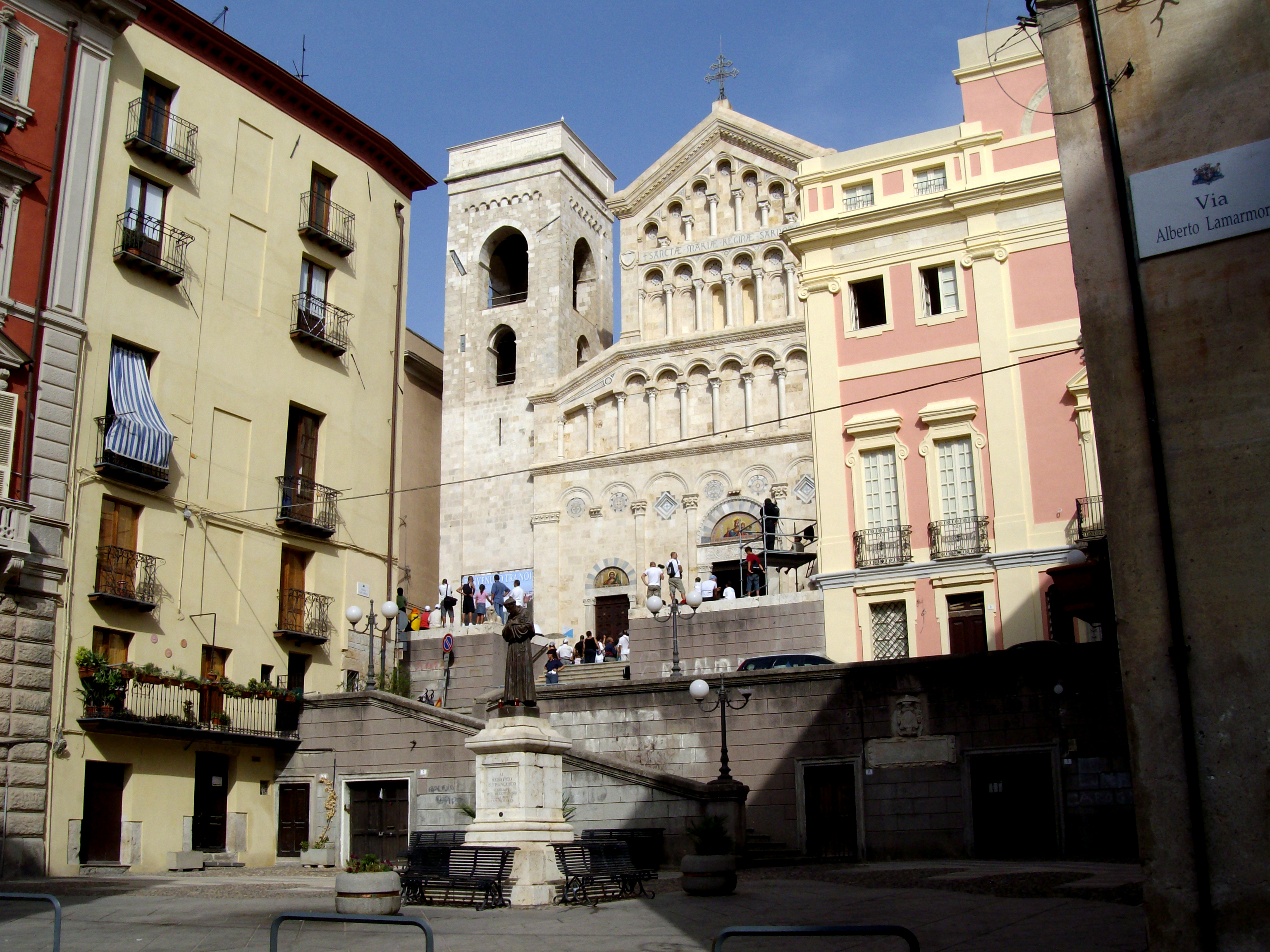
Piazza Carlo Alberto con vista sulla cattedrale

Tra le piazze più importanti troviamo:
- piazza Palazzo
- piazza Carlo Alberto
- piazza Arsenale
- piazza Indipendenza
- piazza Santa Croce
- piazzetta Lamarmora

## Evoluzione demografica
Abitanti censiti

## Galleria di immagini

### Castello com'era

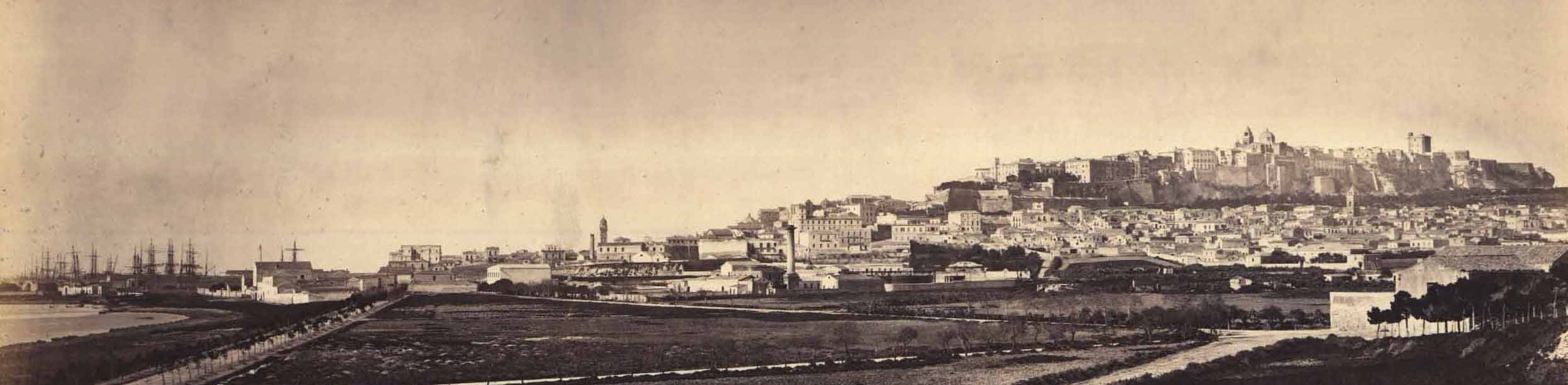
Vista di Cagliari, sovrastata dal Castello, in una foto della seconda metà del XIX secolo

Attraverso le fotografie scattate nella seconda metà del XIX secolo, alcune delle quali ad opera del viaggiatore francese Édouard Delessert nel 1854, è possibile farsi un'idea dei cambiamenti che hanno interessato il quartiere e i suoi edifici, particolarmente a cavallo tra il XIX e il XX secolo, quando si ebbero, tra gli altri interventi,  la sistemazione del bastione di Saint Rémy (1899), il restauro delle torri pisane (1906) e lo smantellamento della facciata barocca del Duomo (1902).

### Bastione Saint Remy

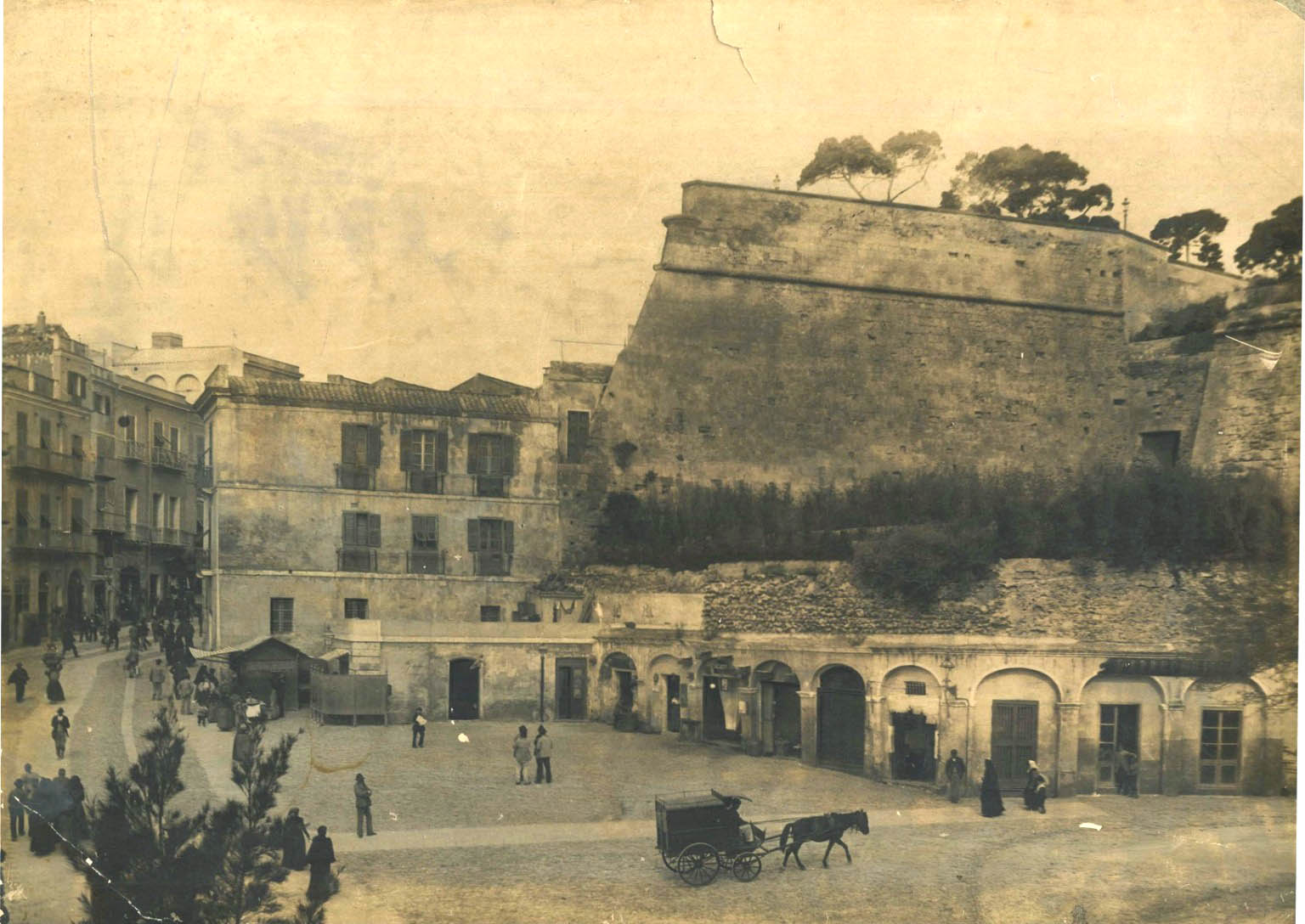
Piazza Costituzione alla fine del XIX secolo, prima della sistemazione del bastione di Saint Remy
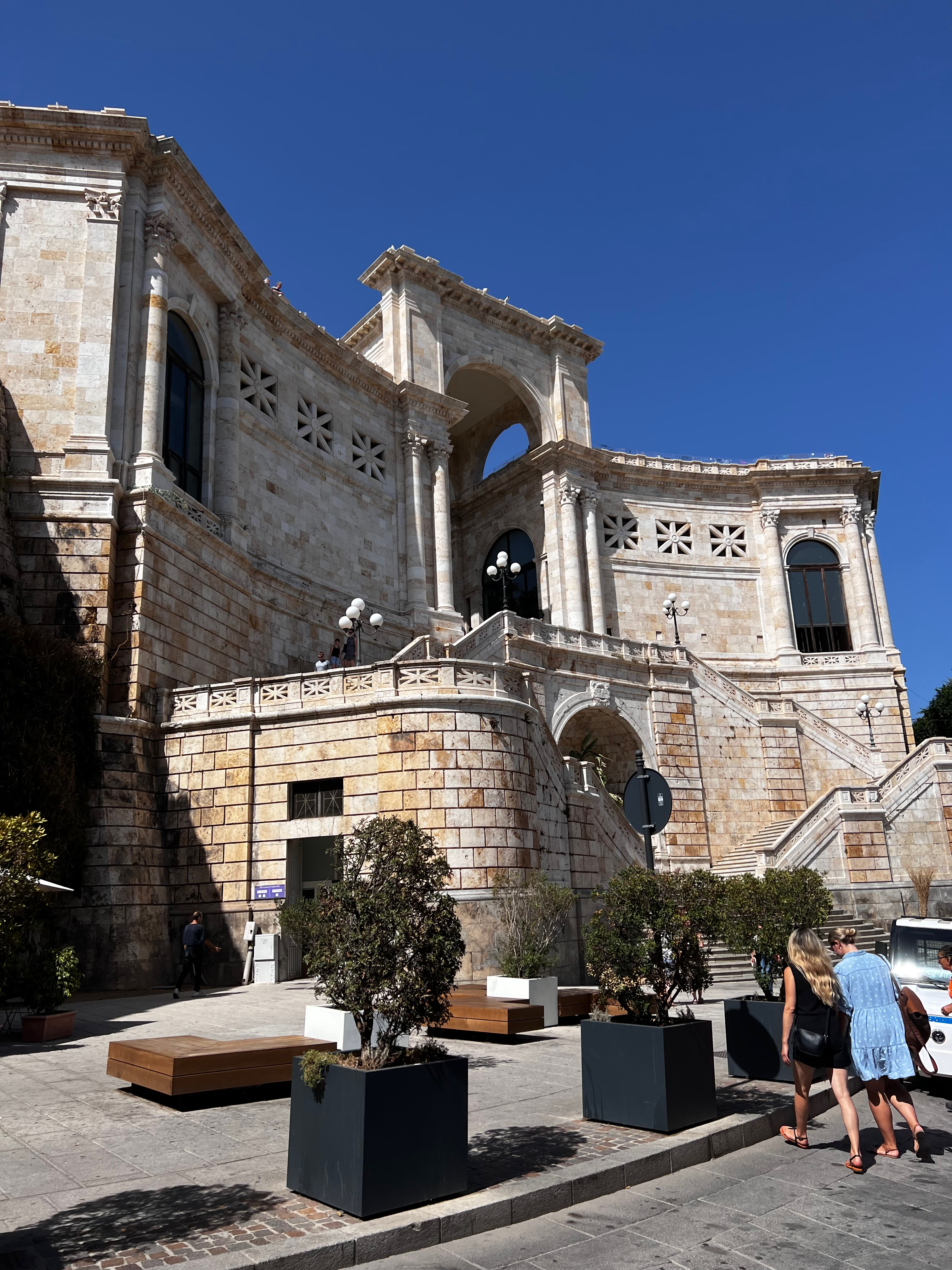
Il bastione di Saint Remy oggi

### Porta S'Avanzada

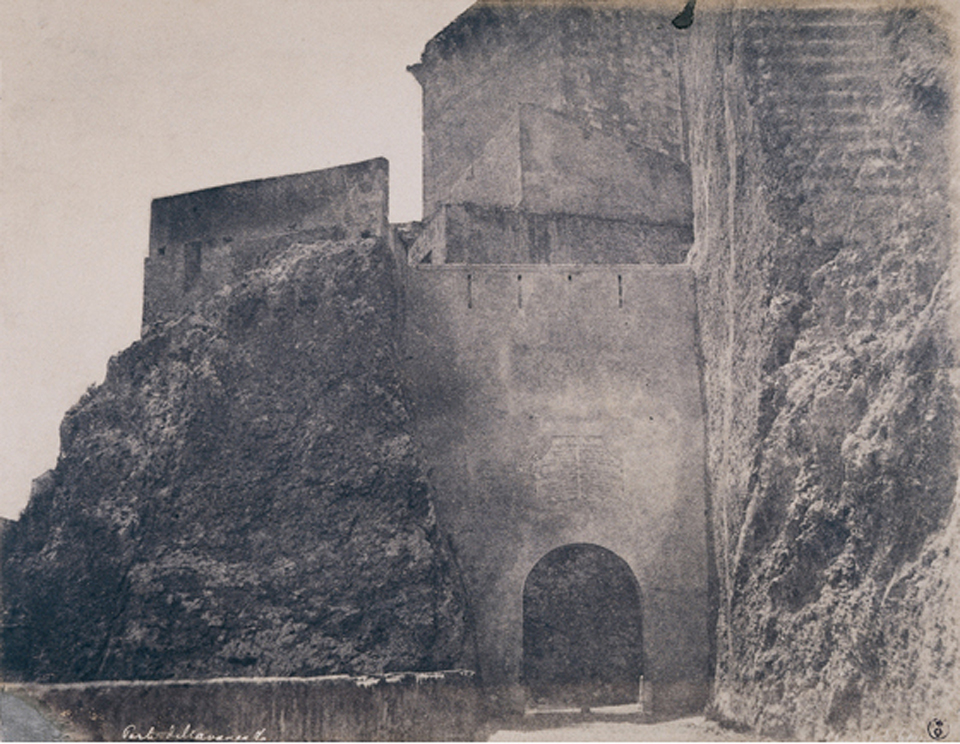
La Porta de S'Avanzada nel 1854 in una foto di Delessert
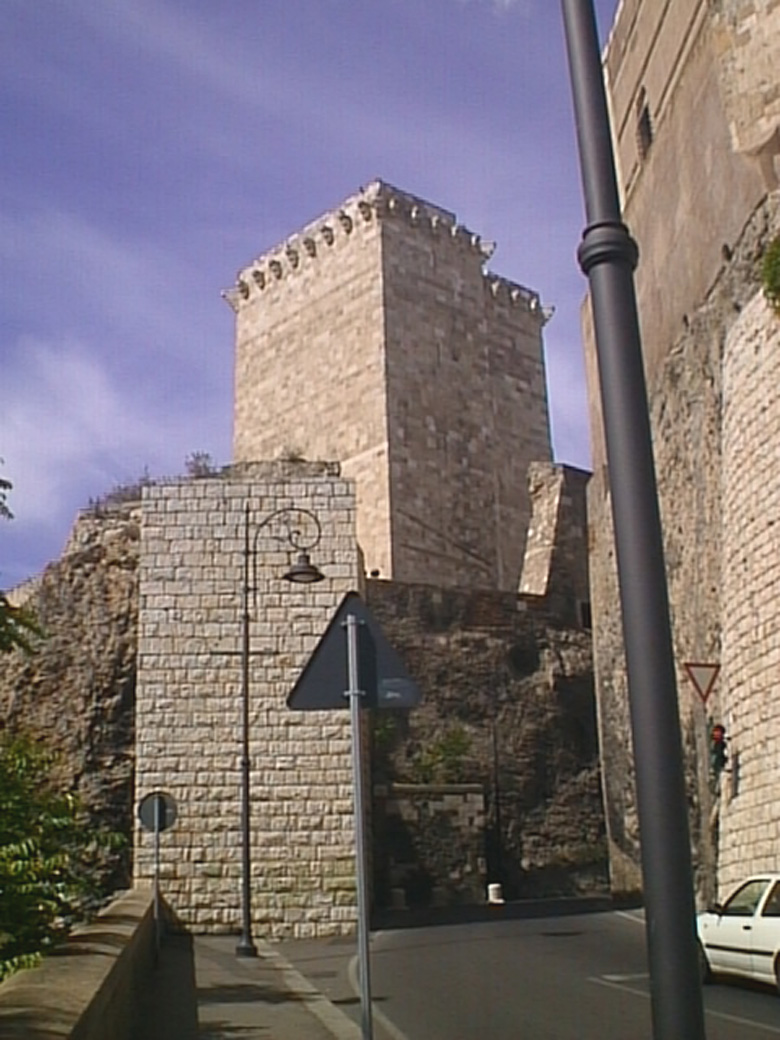
Oggi la porta non esiste più, la lastra con l'iscrizione è stata posta sul lato destro (in questa foto è coperta dal palo)

### Porta Cristina

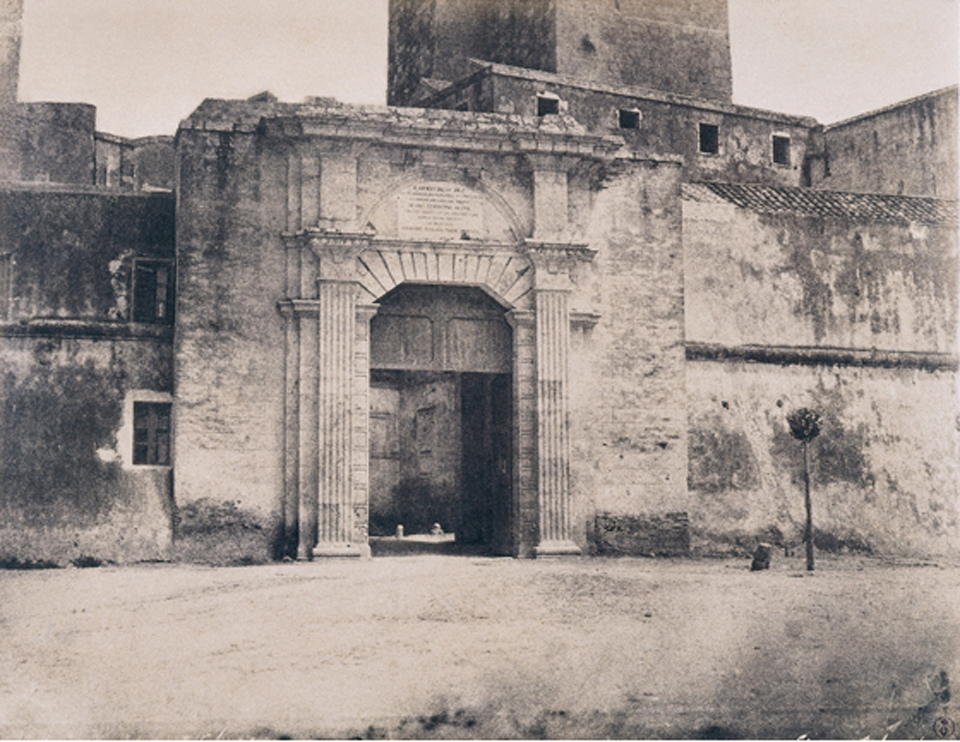
Porta Cristina nel 1854
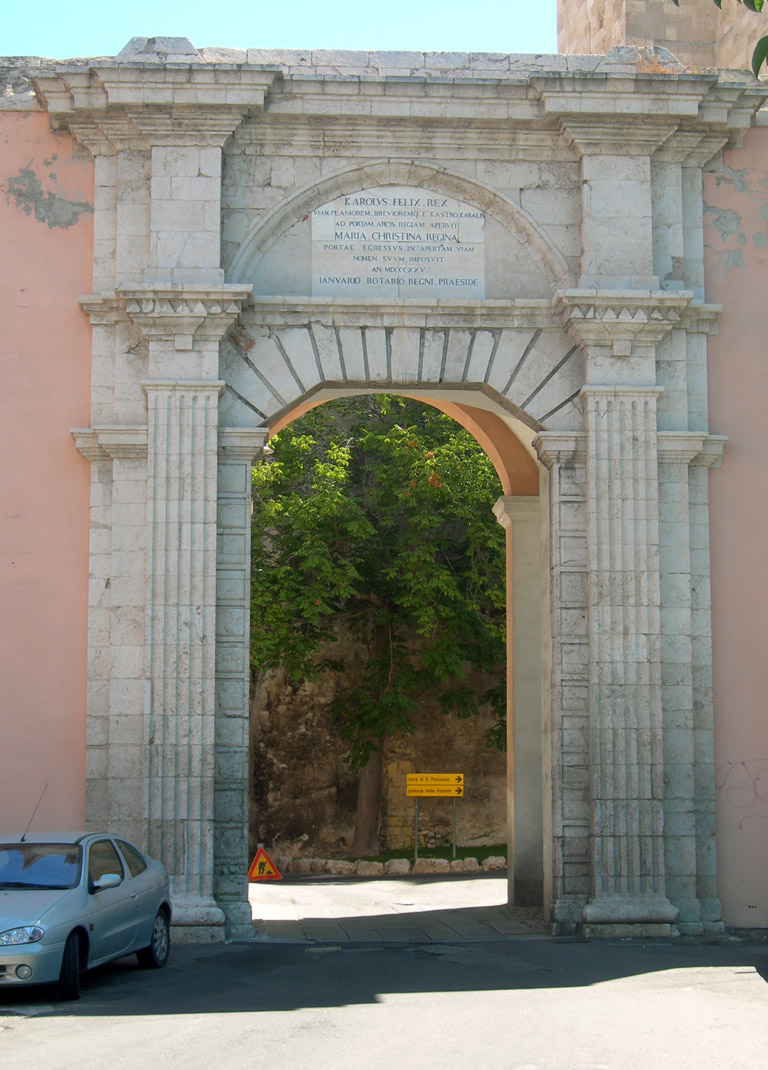
Porta Cristina oggi

### Cattedrale

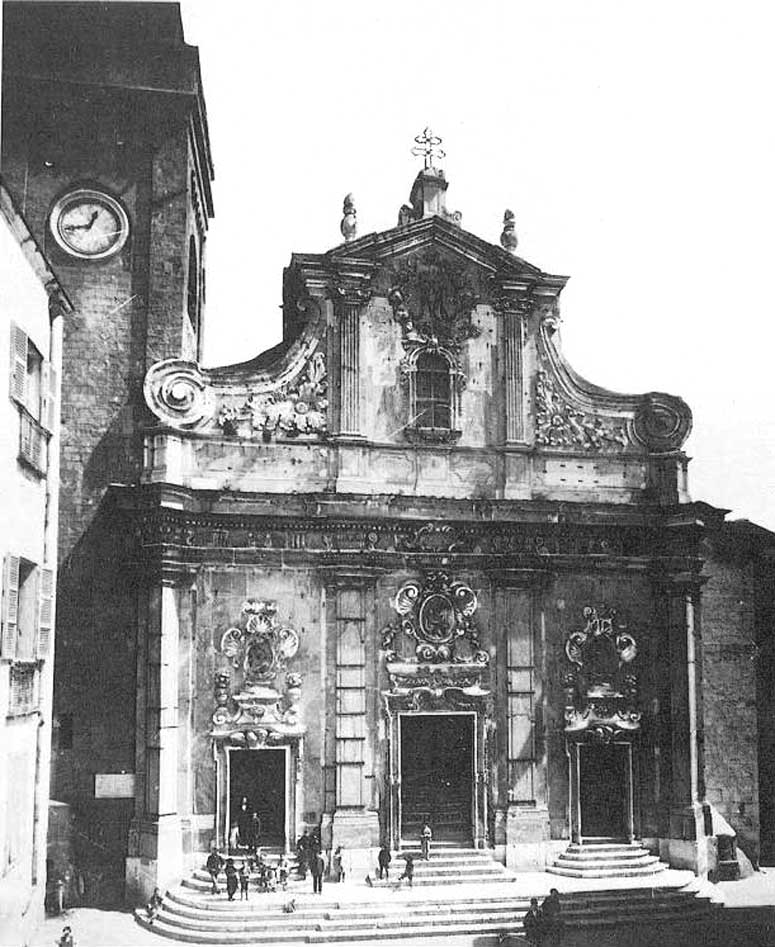
La facciata barocca del duomo, eretta nel 1702 e demolita nel 1902
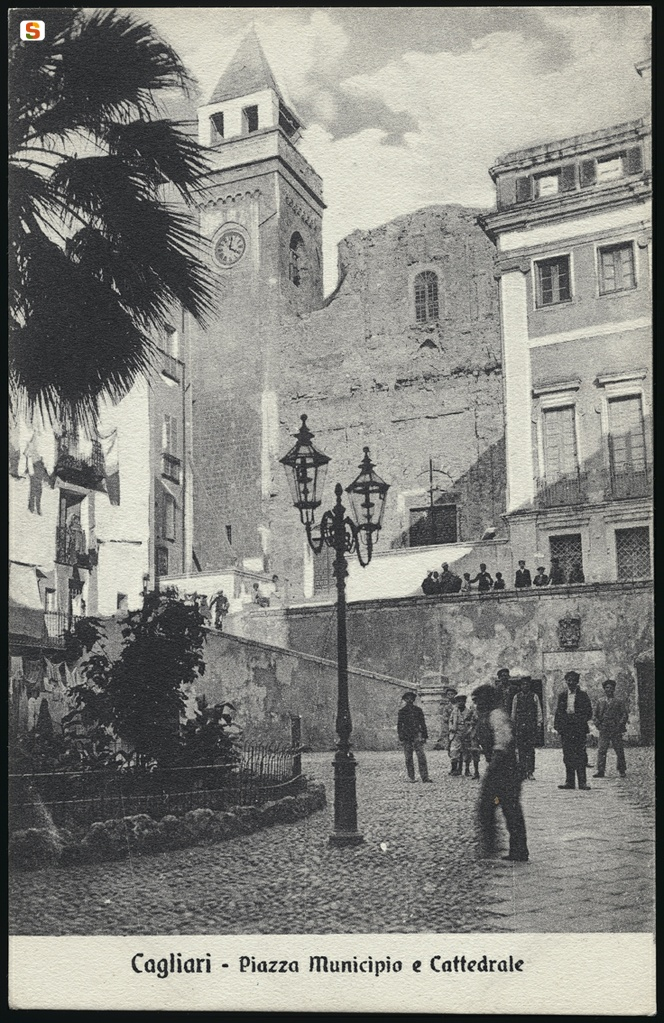
La facciata della cattedrale dopo la demolizione
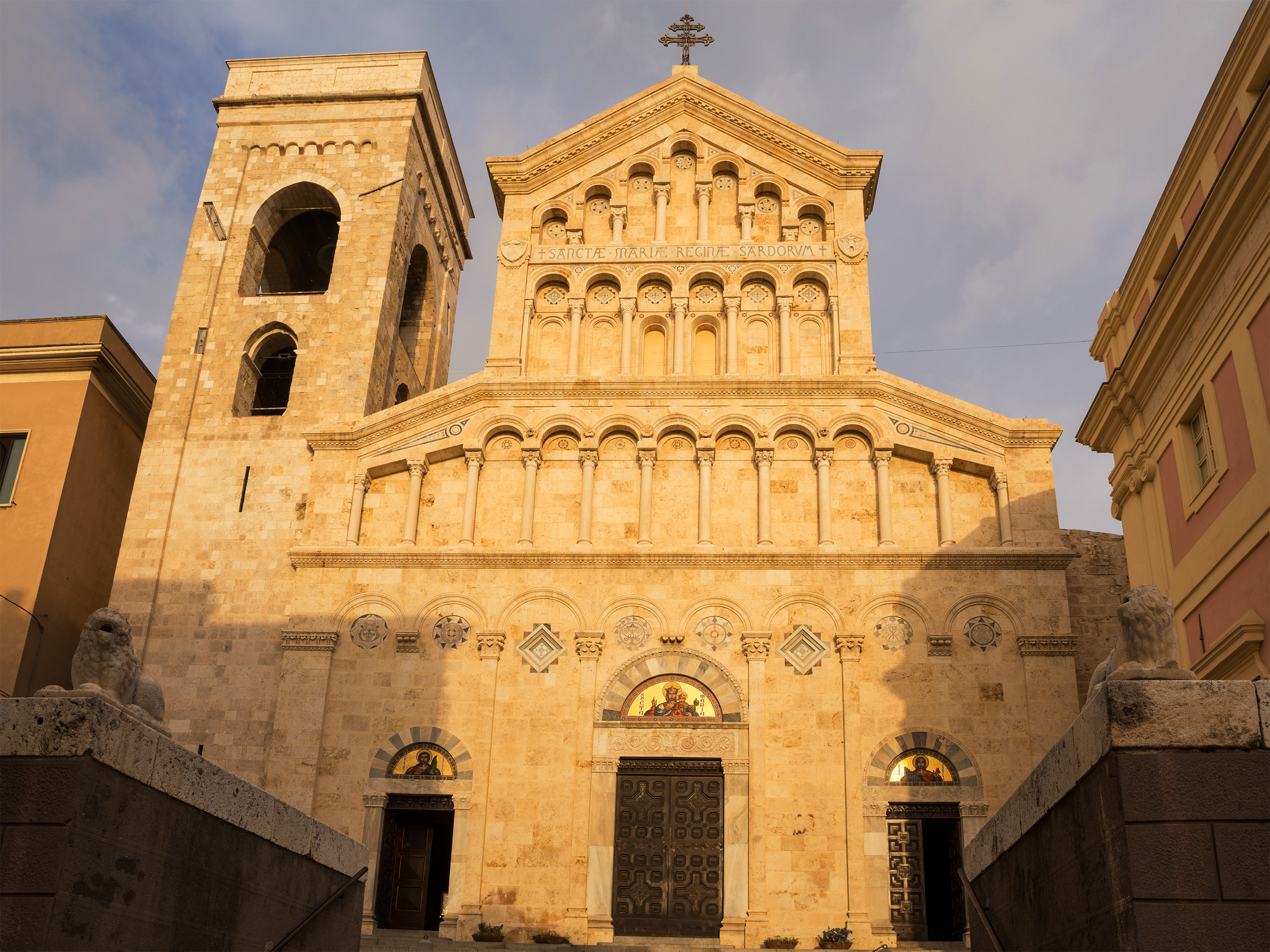
L'attuale facciata della cattedrale, in stile pisano-lucchese, applicata nel 1933